# Planigale maculata
Planigale maculata är en pungdjursart som först beskrevs av John Gould 1851. Planigale maculata ingår i släktet dvärgpungmöss och familjen rovpungdjur.

## Utseende
Arten blir upp till 10 cm lång (huvud och bål) och har en upp till 9 cm lång svans. Honor är med en genomsnittlig vikt av 10,9 g mindre än hannar som väger cirka 15,3 g. Djuret påminner i kroppsformen och med sina stora avrundade öron om en mus. Pälsen på ovansidan har en gråbrun färg och undersidan är täckt av ljusbrun päls med en rosa skugga. Några ställen på buken kan vara vitaktiga. På svansen förekommer bara några korta hår. Honans pung (marsupium) är väl utvecklad med öppningen bakåt.

## Utbredning
Pungdjuret förekommer i norra och östra Australien och vistas där i olika habitat som skogar, gräsmarker, marskland eller mangrove.

## Ekologi
Planigale maculata vilar på dagen i ett näste av gräs, löv och bark som liknar ett tefat i formen. Boet placera i trädens håligheter, i ihåliga träbitar som ligger på marken, under stenar eller i stora gräsklumplar. På natten jagas olika ryggradslösa djur samt ödlor och mindre gnagare. Arten har gräshoppor som byte som är lika stor som den själv. Pungdjuret kan även döda den giftiga agapaddan (Rhinella marina) som blev introducerad i Australien. Arten går tidvis i dvala vid födobrist.
Honor kan ha flera kullar per år. De har ett särskilt läte som visar att de är parningsberedda. Efter 19 till 20 dagar dräktighet föds 4 till 12 ungar (allmänt 8).
Arten faller ibland offer för tamkatter och rödrävar.

## Taxonomi
Arten delas in i följande underarter:
- P. m. maculata
- P. m. sinualis

De olika populationerna föreställer troligen olika arter. Bara den östra populationen blir kvar som Planigale maculata. Hittills obeskrivna arter godkänns troligtvis för Northern Territory, för regionen Kimberley (upp till 3 arter) samt för ön Barrow Island och området Pilbara.

## Status
Landskapsförändringar nära kusten kan lokalt medföra en minskning av beståndet. I utbredningsområdet förekommer flera naturskyddsområden. IUCN kategoriserar arten globalt som livskraftig.

## Bildgalleri

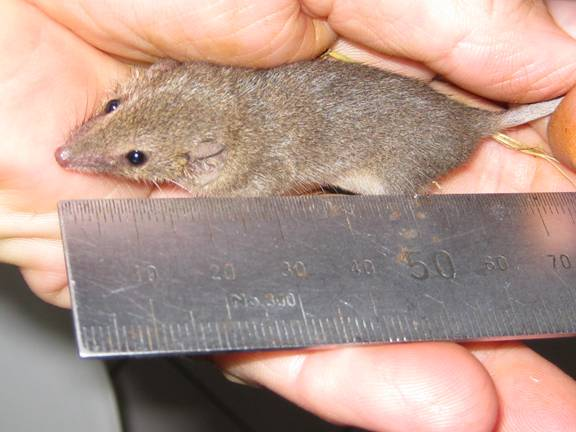